# Vodice (Cres)
Vodice su naselje na otoku Cresu. Administrativno, naselje pripada gradu Cresu.

## Zemljopisni položaj
Nalazi se na cesti Cres - Porozina, na nadmorskoj visini od oko 300 metara. Iz mjesta puca pogled na obližnji otok Krk.
Najbliža naselja su Predošćica (4 km sjeverno) i Grad Cres (5 km južno).

## Stanovništvo
Prema popisu iz 2001. godine, naselje ima 12 stanovnika.
| broj stanovnika |       |       | 29    | 35    | 43    | 47    |       |       | 58    | 46    | 33    | 31    | 25    | 12    | 12    | 7     | 5     |
|                 | 1857. | 1869. | 1880. | 1890. | 1900. | 1910. | 1921. | 1931. | 1948. | 1953. | 1961. | 1971. | 1981. | 1991. | 2001. | 2011. | 2021. |

## Vanjske poveznice
- Grad Cres: Naselja na području grada Cresa